# Шкиротава (станция)
Шкиротава (лат. Šķirotava — сортировочная) — железнодорожная станция в Риге, на границе районов Шкиротава и Кенгарагс. Расположена на линии Рига — Даугавпилс.
Средний грузооборот станции составляет 5000—5600 грузовых вагонов в сутки. Станция Шкиротава обслуживает потоки вагонов со всех станций Рижского железнодорожного узла, а также прибывающие вагоны из направлений Крустпилс, Валга, Елгава и Вентспилс.
На станции формируются грузовые поезда, включая составы из полувагонов и цистерн, проводится технический осмотр составов, технический осмотр вагонов, а также ремонт сцепок. Кроме того, через станцию проходят пассажирские поезда, пассажирские вагоны отправляются на станцию Вагону Паркс. На станции останавливаются все электрички, следующие в направлении Айзкраукле, а также дизельные поезда маршрута Рига—Крустпилс.
На станции расположена сортировочная горка.
В границах сортировочного парка Шкиротава находятся также пассажирские платформы и станции Яняварты, Даугмале и Гайсма. В состав парка станции Шкиротава входит станция Рига Пречу, а также соединительные пути Яняварты—Рига Пречу и Шкиротава—Рига Пречу. Касса для продажи билетов на станции закрыта.
25 марта 1949 года с этой станции в Сибирь были депортированы несколько тысяч человек, в связи с чем на станции установлен мемориал.

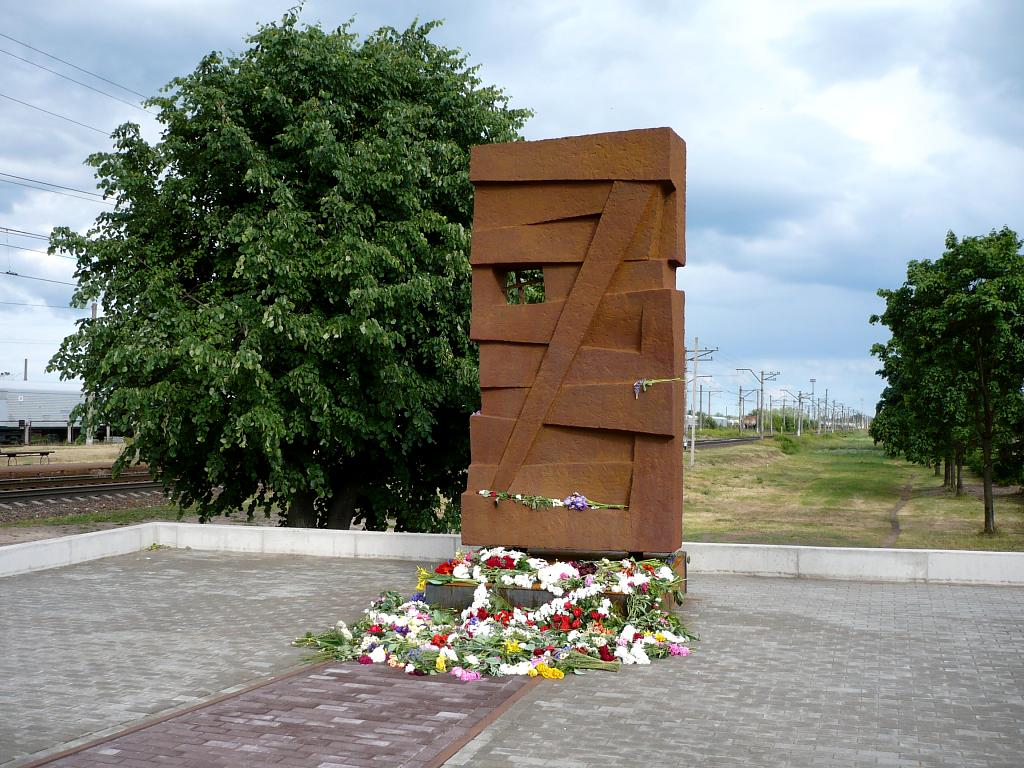
Памятник репрессированным

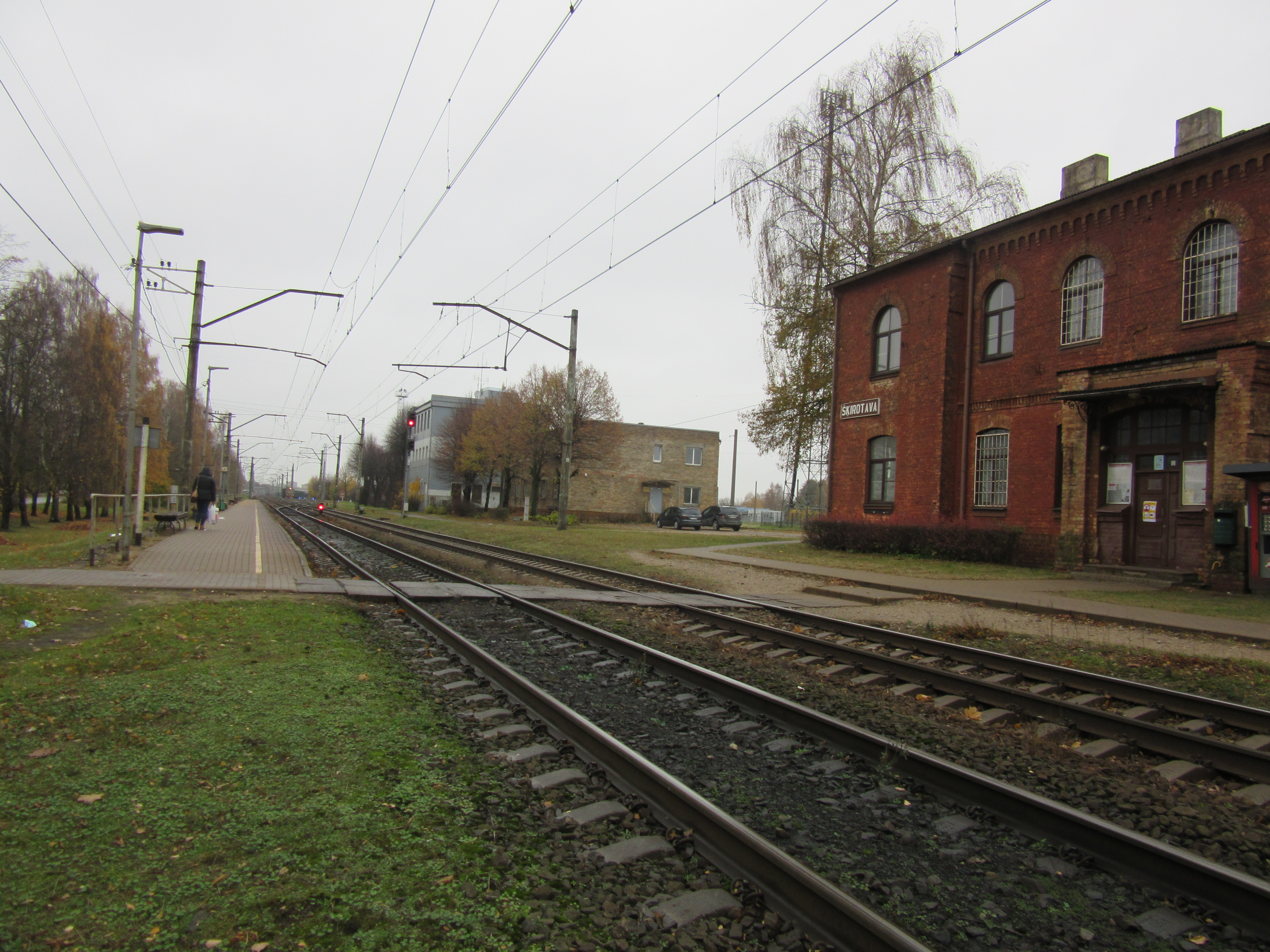
Железнодорожные пути в направлении Риги